# Jumbo-Hostel

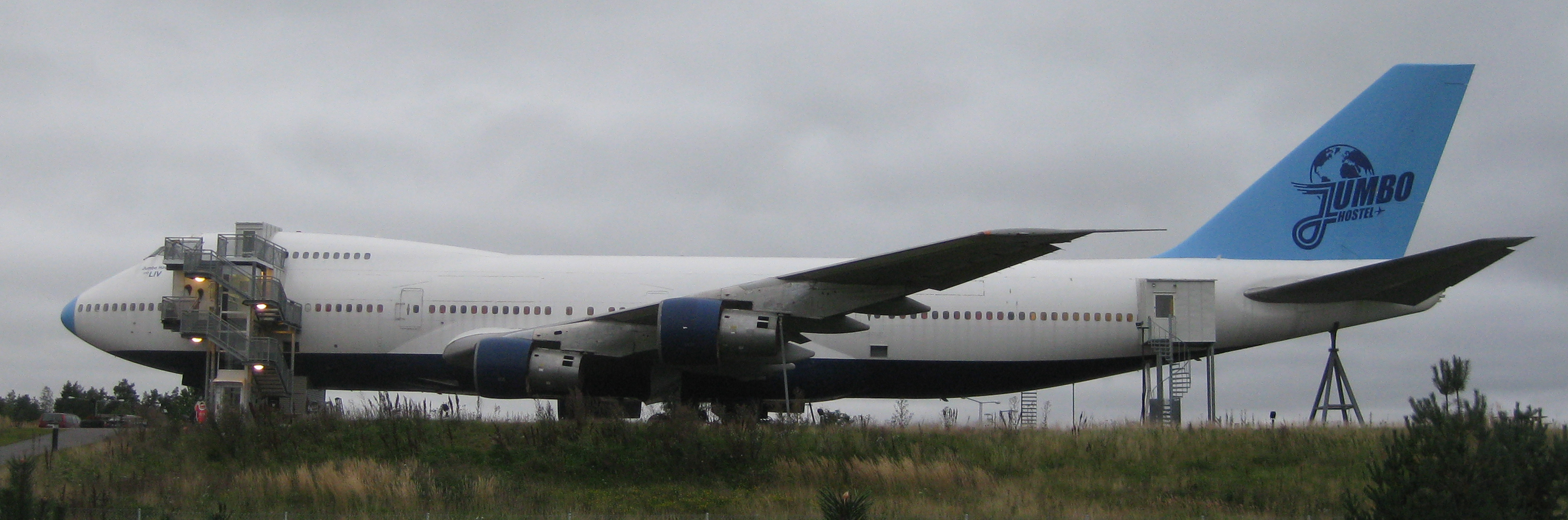
Das Jumbo-Hostel am Flughafen Stockholm/Arlanda

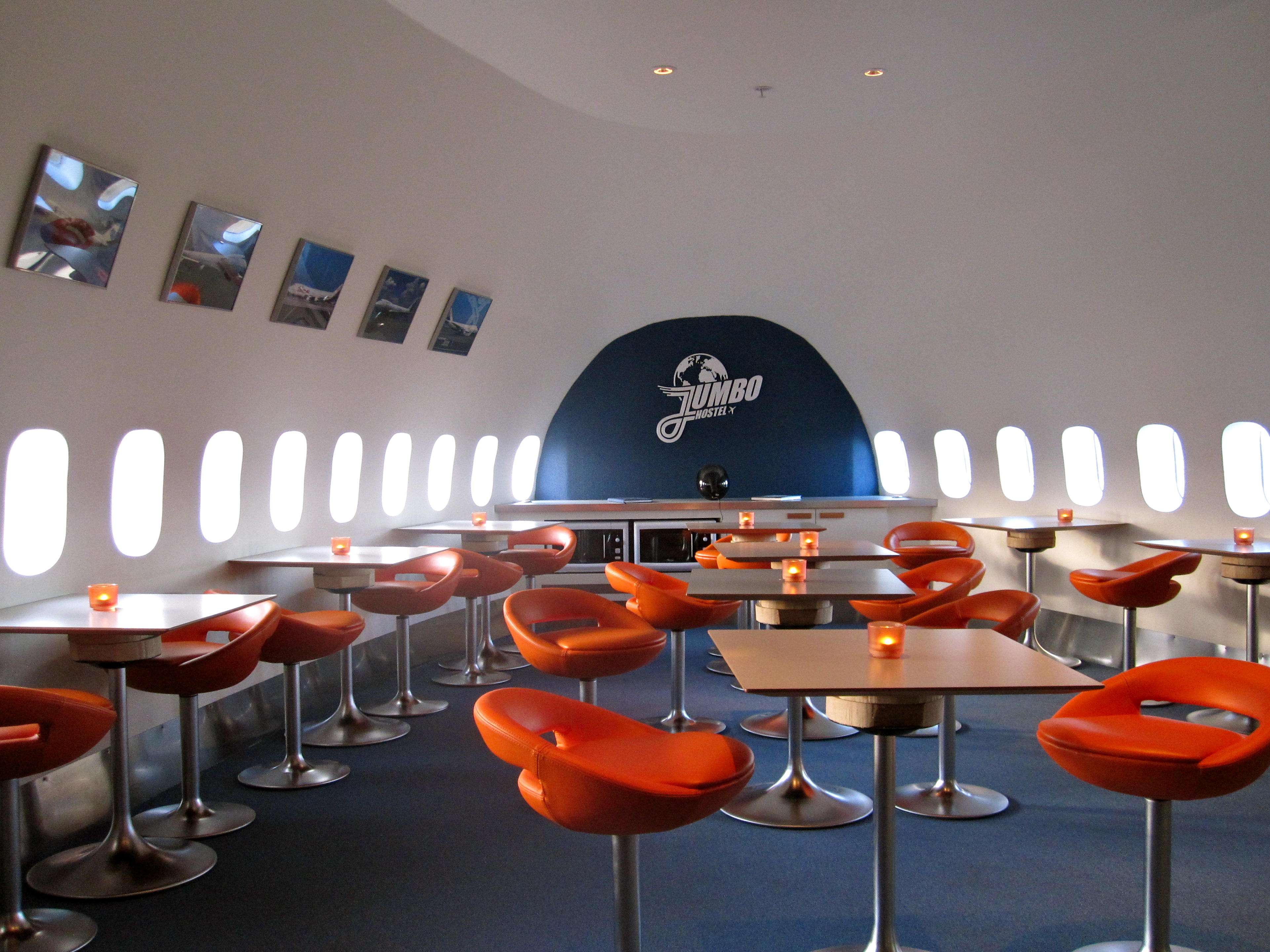
Innenansicht des Jumbo-Hostels

Das Jumbo-Hostel war ein Hostel in einer umgebauten Boeing 747-200 der ehemaligen Fluggesellschaft Transjet auf dem Flughafen Stockholm/Arlanda.
Anstelle von Sitzplätzen bot das 1976 gebaute Flugzeug 85 Schlafgelegenheiten im Standard eines Hostels mit Ausnahme des Cockpits, das als Zweibett-Suite ausgebaut wurde. Alle Zimmer waren mit Bildschirmen ausgestattet, auf denen die Starts auf dem Flughafen beobachtet werden konnten.
Nach verschiedenen Medienberichten geriet das Jumbo-Hostel Anfang 2025 in Insolvenz und wurde am 17. März 2025 geschlossen. Die Aussicht auf einen neuen Käufer scheinen gering, so dass dem Jumbo-Hostel die Demontage droht.